# 비준
비준(批准)은 조약 체결의 권한을 가진 전권위원이 조약의 내용에 합의했음을 증명하기 위하여 서명한 조약을, 국가 원수가 최종적으로 확인하는 행위를 말한다. 흔히 비준의 주체를 국회로 틀리게 알고 있어서 '국회 비준'이라고 표현하지만 국회는 비준에 동의할 권한을 가지고 있을 뿐이다.

## 같이 보기
- 개헌
- 거부권
- 조약법에 관한 빈 협약